# Good Girls (serie televisiva)
Good Girls è una serie televisiva statunitense creata da Jenna Bans, co-produttrice esecutiva con Dean Parisot (che ha diretto l'episodio pilota) e Jeannine Renshaw.
La serie viene trasmessa sulla NBC dal 26 febbraio 2018, mentre in Italia va in onda dal 3 luglio 2018 sul servizio on demand Netflix.
Il 7 maggio 2018, NBC rinnova la serie per una seconda stagione, andata in onda dal 3 marzo 2019. Il 12 marzo 2019 la serie viene rinnovata per una terza stagione. Il 15 maggio 2020 la serie viene rinnovata per una quarta stagione.
La quarta stagione è trasmessa negli USA dal 7 marzo 2021. Il 25 giugno 2021, la NBC annuncia la cancellazione della serie dopo quattro stagioni, nonostante l'iniziale accordo di produzione di cinque stagioni totali. Dopo alcuni tentativi di trasferire la serie sul canale Netflix, quest'ultimo aveva deciso di non continuare con le trattative. Successivamente Netflix ha invece ripreso e portato a buon fine la trattativa con la NBC, rendendo disponibili le quattro stagioni in streaming sul proprio canale.

## Trama
La serie segue le vicende di tre madri di Detroit, due delle quali sorelle (Beth e Annie), che, insieme all’amica Ruby hanno difficoltà economiche.
Beth, casalinga madre di quattro figli nonché sorella maggiore di Annie, viene a conoscenza dei molteplici tradimenti del marito Dean con la sua segretaria alla Boland Motors (di cui Dean è il disorganizzato proprietario). Questo accade quando la concessionaria (a detta di Dean che in realtà si rivelerà un pessimo imprenditore) attraversa un periodo di crisi. Così Beth si trova a dover gestire il tracollo economico suo e del marito, che nel frattempo usa la scusa del cancro per poter rimanere in casa con Beth, rimanendo letteralmente al verde. 
Annie, sorella minore di Beth, è una madre single impulsiva e mai cresciuta che lavora in un supermercato di periferia. Sua figlia adolescente Sadie, avuta al liceo, convive con entrambi i genitori dividendosi tra madre e padre (risposatosi con una bionda dal carattere mieloso) e tra due condizioni economiche differenti. Il padre infatti, molto benestante, chiederà l’affidamento esclusivo di Sadie, ritenendo Annie non idonea alla crescita di un’adolescente sia sul piano educativo sia su quello economico. Annie così dichiara guerra all’ex compagno minacciando di avviare una causa legale (pur non disponendo della cifra necessaria).
Ruby è un’amica delle due sorelle. Cameriera in una tavola calda, è madre di due figli e moglie di una guardia in un centro commerciale (Stanley, detto Stan) che, in seguito a promozione, diventerà agente di Polizia. Questa famiglia afroamericana cristiana sembra perfetta all’apparenza, ma scavandovi, si scopre che la figlia maggiore di Ruby necessita di un trapianto di rene a causa di una patologia rara. Negli USA la sanità non è gratuita ed un trapianto, nel caso in cui si sia in cima ad un’interminabile lista, è molto costoso. Come se non bastasse, Ruby perderà il suo lavoro in seguito alla sua ribellione di fronte alle manifestazioni razziste di un gruppo di ragazzi seduti ad un tavolo del bar-ristorante. 
I soldi mancano e sono necessari a tutte e tre. Organizzano così un colpo nel supermercato dove lavora Annie (nella cui cassaforte si ipotizzava vi fosse la somma di 30.000$) improvvisando una rapina con scarpe con il tacco e pistole giocattolo. La grande sorpresa arriverà all’apertura della cassaforte: 500.000$ verranno intascati dalle tre donne, che spenderanno più o meno consapevolmente. Il denaro però appartiene ad una banda di gangster, il cui capo, Rio, pretende di riavere avanzando non poche minacce. I soldi vengono così recuperati, entrando in un giro di riciclaggio presso vari centri di elettrodomestici di tutti gli Stati Uniti. Rio, colpito dalla bravura delle tre donne, decide di ingaggiarle per riciclare nuovo denaro. Queste decidono così di coinvolgere altre donne ignare del fatto facendo loro credere che si tratti di shopping segreto. Tutto sembra procedere bene finché Mary, madre single di quattro figli coinvolta nel giro e Boomer, superiore di Annie con gravi disturbi sociali, non si mettono in mezzo per mandare in prigione Beth, Annie e Ruby dando informazioni ai federali con l’obiettivo di ottenere denaro per il loro silenzio dalle donne o l’immunità dagli agenti.

## Personaggi e interpreti

### Principali
- Elizabeth "Beth" Boland (stagioni 1-4), interpretata da Christina Hendricks[11], doppiata da Alessandra Korompay.

È una casalinga madre di quattro figli nonché sorella maggiore di Annie. Inizialmente appare come una donna mite e pacata, ma dopo aver cominciato a lavorare per Rio, diventerà più forte e determinata addentrandosi a pieno nelle losche missioni per Rio per il quale inizierà a nutrire amore e una forte attrazione passionale . Decide di fare una rapina al supermercato in seguito alle scarse condizioni economiche e il tradimento da parte del marito, che rischiano di non permetterle di pagare il mutuo della casa.
- Ruby Hill (stagioni 1-4), interpretata da Retta[12], doppiata da Dania Cericola.

È la migliore amica di Annie e Beth. È Sposata con Stan e ha due figli, Sarah e Harry. La primogenita Sarah ha una rara patologia così Ruby decide di rapinare un supermercato per poter pagare un farmaco molto costoso che potrebbe farla guarire. Inizialmente lavora in un fast food ma dopo essere stata licenziata trova lavoro in un negozio che vende donuts. La sua situazione coniugale appare inizialmente perfetta ma non tardano ad arrivare anche per lei i problemi che però riuscirà a risolvere facilmente. 
- Annie Marks (stagioni 1-4), interpretata da Mae Whitman[13], doppiata da Jolanda Granato.

È la sorella minore di Beth. Al contrario di sua sorella è spesso poco matura e spericolata ma sa essere razionale quando vuole. Lavora come cassiera in un supermercato che in seguito rapinerà per poter avere soldi così da pagare un buon avvocato che possa sostenerla e farle riuscire ad avere in affidamento il figlio Ben. 
- Dean Boland (stagioni 1-4), interpretato da Matthew Lillard[14], doppiato da Giorgio Bonino.

È il marito di Beth. Lavora in una concessionaria di auto. Inizialmente tradisce la moglie con la sua segretaria in seguito Beth lo farà tornare a casa e lui fingerà di avere il cancro, così da fare compassione alla moglie e restare in casa con lei.
- Stan Hill (stagioni 1-4), interpretato da Reno Wilson[15], doppiato da Roberto Palermo.

È il marito di Ruby. Lavora come poliziotto. Ama molto la sua famiglia e farebbe qualsiasi cosa per proteggerli. 
- Rio (stagioni 1-4), interpretato da Manny Montana[16], doppiato da Paolo De Santis.

È il capo della gang di cui faranno parte le tre protagoniste. Tipo losco e misterioso, molto spesso tenterà di  ingannare le tre protagoniste o di addentrarle in missioni losche. 
- Sara Hill (stagioni 1-4), interpretata da Lidya Jewett.

È la figlia primogenita di Ruby. Ha una rara patologia che verrà curata con un farmaco ma in seguito a dei peggioramenti i genitori saranno costretti a chiedere donazioni di un rene per la figlia. 
- Sadie / Ben Marks (stagioni 1-4), interpretato da Isaiah Stannard, doppiato da Elsa Turco (st. 1-2) e da Matteo Valentino (st. 3-4)

Nato Sadie, è il figlio adolescente di Annie, che durante la seconda stagione fa coming out come ragazzo trans. Vuole molto bene a sua madre e le è molto affezionato.

### Ricorrenti
- Gregg Marks (stagioni 1-4), interpretato da Zach Gilford, doppiato da Marcello Moronesi.

È l'ex marito di Annie e padre di Sadie. È sposato con Nancy e vive con lei in una grande villa. 
- Leslie "Boomer" Peterson (stagioni 1-4), interpretata da David Hornsby, doppiato da Edoardo Lomazzi.

È il capo di lavoro di Annie che tenterà di mettersi contro le tre donne molte volte in particolare contro Annie della quale inizialmente è innamorato ma non ricambiato. 
- Agente Turner (stagioni 1-4), interpretato da James Lesure.
- Kenny Boland (stagioni 1-4), interpretato da Braxton Bjerken, doppiato da Alessandro Fresta.

È il figlio primogenito di Beth. 
- Emma Boland (stagioni 1-4), interpretata da Kaitlyn Oechsle, doppiata da Laura Valastro

È la figlia femmina più piccola di Beth. Porta spesso con sé un coniglietto ed ha paura di svegliarsi e non trovare la mamma accanto a sé. 
- Mary Pat (stagioni 1-4), interpretata da Allison Tolman.

È una donna vedova con molti figli che entrerà a far parte dello shop segreto delle tre protagoniste. Sarà la prima però a capire il loro gioco e a incastrarle. Si fidanzera per un periodo con Leslie e accetterà la sua proposta di matrimonio.
- Dr Josh Cohen (stagioni 3-4), interpretato da Rob Heaps

È uno psicologo pediatrico che ha Annie in cura

### Guest star
- Amber (stagione 1), interpretata da Sara Paxton, doppiata da Ilaria Silvestri.

## Episodi
| Stagioni         | Episodi | Prima TV originale | Prima TV Italia |
| ---------------- | ------- | ------------------ | --------------- |
| Prima stagione   | 10      | 2018               | 2018            |
| Seconda stagione | 13      | 2019               | 2019            |
| Terza stagione   | 11      | 2020               | 2020            |
| Quarta stagione  | 16      | 2021               | 2021            |

## Produzione

### Casting
Originariamente, Kathleen Rose Perkins fu scelta per il ruolo di Beth nell'episodio pilota. Più tardi la Perkins lasciò il progetto. Al suo posto entrò nel cast Christina Hendricks il 10 luglio 2017.

## Promozione
Il primo trailer della serie TV è stato diffuso dalla NBC il 4 dicembre 2017.

## Riconoscimenti
- 2019 - Satellite Award[20]
  - Candidatura per la miglior attrice in una serie commedia o musicale a Christina Hendricks